# Хелена Малиржова
Хелена Малиржова (чеш. Helena Malířová, Праг, 31. октобар 1877 – Праг, 17. фебруар 1940) је била чешка књижевница и новинарка.

## Биографија
Њена рођена сестра била је глумица Ружена Наскова. Била је удата за Јана Малиржа који је недуго потом преминуо од туберкулозе. Каријеру писца започела је 1900. године, а као репортер извештавала је и о српско-турским ратовима. Тада је упознала свог будућег партнера писца и цензора Ивана Олбрахта. Била је комуниста, а њен рад карактерише борба за једнака права жена.

## Дела
На српски језик преведена су два њена романа A srdce nemá stání и Vítězství које је у једном тому објавила издавачка кућа Порталибрис, као Срце нема мира и Победа.
- Lidské srdce (1901)
- Právo na štěstí (1908)
- Malé příběhy (1910)
- Víno (1912)
- Popel (1914)
- Rudé besídky
- Požehnání (1920)
- Povídky s dobrým koncem (1923)
- Deset životů (1937)
- Barva krve
- Vítězství
- Stříbrný racek a jiné povídky
- Křehké květiny
- Mariola
- Dědictví
- Nový rok
- Pod kaštanem (1939)
- Zápisky z nemoci